# Malmö Flygindustri MFI-9
Die Malmö Flygindustri MFI-9 ist ein zweisitziges Leichtflugzeug des schwedischen Flugzeugherstellers Malmö Flygindustri. Eine weiterentwickelte Variante wurde ab 1962 bei Bölkow unter der Bezeichnung Bo 208 „Junior“ produziert.

## Geschichte

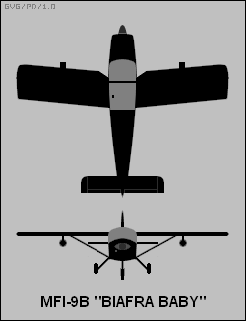
MFI-9B

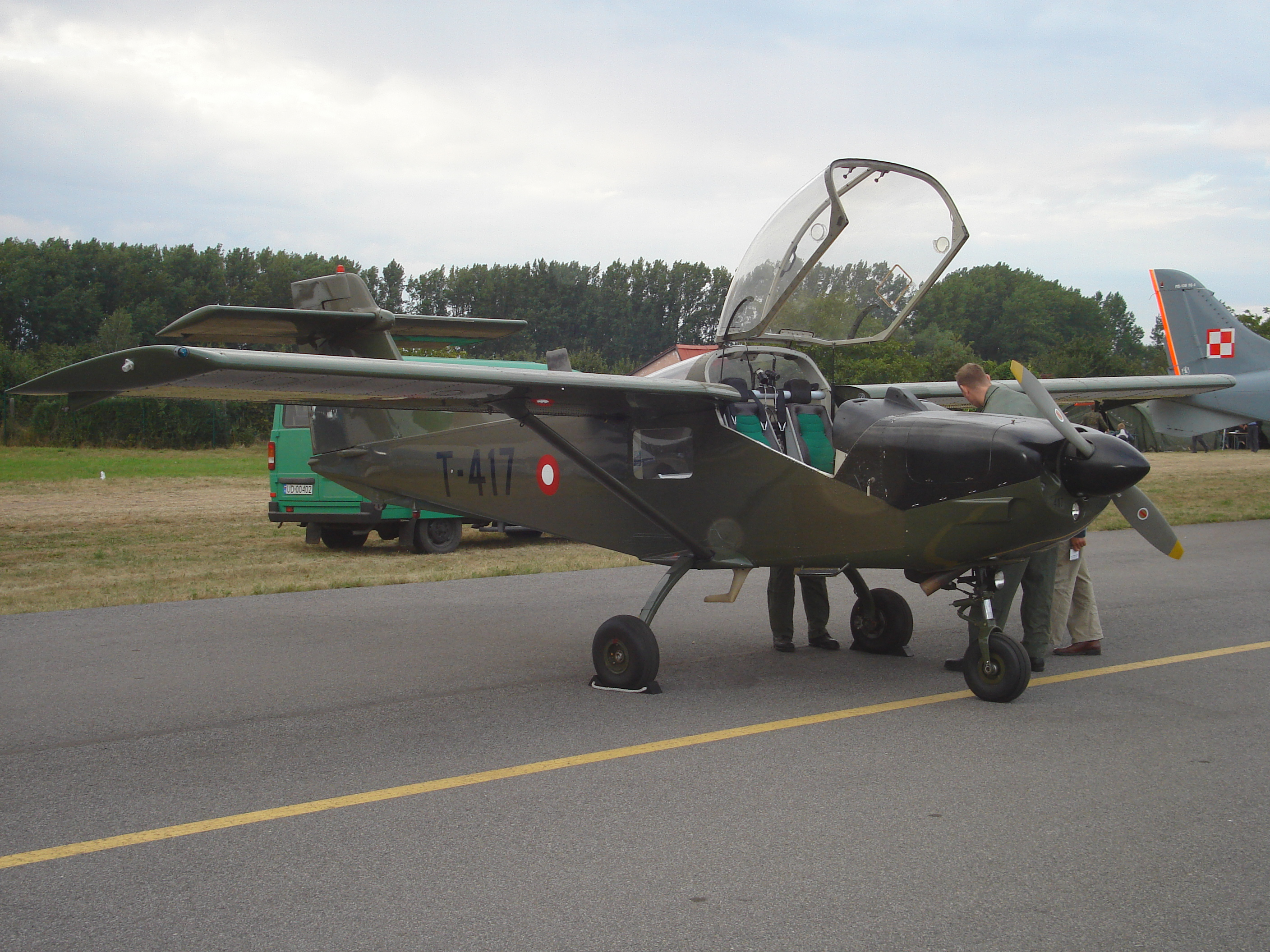
MFI-17

Der abgestrebte Ganzmetall-Schulterdecker mit steuerbarem Bugrad geht auf eine Entwicklung des schwedischen Flugzeugingenieurs Björn Andreasson zurück. Er entwarf, neben seiner Haupttätigkeit als Konstrukteur bei Convair in San Diego (USA), die Andreasson BA-7 für den Amateurbau. Nach einer Bauzeit von etwa zwei Jahren fand der Erstflug am 10. Oktober 1958 statt. Die Maschine (Luftfahrzeugkennzeichen N2806D) besaß einen 75 PS leistenden Vierzylinder-Boxermotor Continental A-75 mit im Fahrtwind liegenden Zylinderköpfen. Nach seiner Rückkehr nach Schweden übernahm er die Leitung der Malmö Flygindustri. Dieses Unternehmen baute eine verbesserte Version der BA-7 unter der Bezeichnung MFI-9 Junior, der Erstflug fand am 17. Mai 1961 statt. Die erste Serienmaschine flog am 9. August 1962.
Das Flugzeug ist kunstflugtauglich und bietet mit seinen nebeneinanderliegenden Sitzen und der großen, nach hinten aufklappbaren Haube eine sehr gute Sicht nach allen Seiten. Dank seiner gutmütigen Flugeigenschaften eignet es sich ausgezeichnet zur Schulung. Das Flugzeug ist ebenfalls geeignet, Segelflugzeuge bis zu einer Masse von 340 kg zu schleppen.
Unter der Bezeichnung MFI-9B wurde das Flugzeug auch zu militärischen und zivilen Ausbildungszwecken hergestellt. Fünf Flugzeuge dieses Typs wurden im Biafra-Krieg (1967–1970) in der Luftwaffe der Streitkräfte Biafras eingesetzt und zu diesem Zweck mit je sechs ungelenkten SNEB-Raketen bewaffnet. Verantwortlich für den Einsatz war der schwedische Pilot Carl Gustaf von Rosen, der bereits von 1945 bis 1956 führend beim Aufbau der äthiopischen Luftwaffe beteiligt war. Bei den Einsätzen der „Biafra Babies“ genannten Klein-Staffel konnten unter anderem mehrere MiG-17- und Il-28-Strahlflugzeuge am Boden zerstört werden.
Insgesamt wurden 75 MFI-9 in Schweden hergestellt und die Maschine später zur MFI-15 und MFI-17 weiterentwickelt, von denen bis 1989 über 300 Stück gebaut wurden.

## Varianten
Neben der zivilen Version baute Malmö Flygindustri in Schweden die MFI-9B als Trainer. Von diesem Typ wurden insgesamt 43 Exemplare gebaut, von denen fünf Maschinen an die Luftwaffe von Biafra gelangten. Zusätzlich wurden für die schwedischen Luftstreitkräfte zwei Prototypen eines Militärtrainers gefertigt, die an Aufhängungspunkten unter den Flügeln Raketen und Maschinengewehre tragen konnten.

## Produktion bei Bölkow
Die Bölkow GmbH erwarb am 3. Juli 1961 die Lizenz (weltweit, außer für Brasilien und die skandinavischen Länder) für den Bau des MFI-9 Junior, nachdem Bölkow diesen auf dem Aero Salon 1961 in Paris gesehen hatte. Seine Konstrukteure unter der Leitung von Hermann Mylius modifizierten die MFI-9. So wurde ein gerades statt eines geknickten Bugfahrwerkes, ein neues Ruder und eine modifizierte Kabine eingebaut. Dazu lieferte im Januar 1962 Malmö den Prototyp des MFI-9 nach Deutschland, der entsprechend umgebaut wurde und am 30. März 1962 mit Klaus Boysen an Bord seinen Erstflug hatte. Bei diesem brach bei einer Landung fünf Wochen später das Bugfahrwerk ab, was den Prototyp so beschädigte, dass man ihn verschrottete. Das Bugfahrwerk stellte auch bei den Serienmaschinen bei unsanften Landungen noch ein Problem dar. Ende April 1962 wurden zwei Bo 208A auf der ILA in Hannover ausgestellt und vorgeflogen, wobei eine der Maschinen am 6. Mai 1962 abstürzte. Die Musterzulassung wurde im November 1962 erteilt und die Serienfertigung aufgenommen. Die erste Serienmaschine der Bo 208A wurde im Februar 1963 ausgeliefert. Im April 1963 erhielt die Version Bo 208B mit 0,6 m vergrößerter Flügelspannweite ihre Zulassung als Schleppflugzeug. Bei der folgenden Version Bo 208C wurde die Kabine und der Gepäckraum vergrößert, die Sitze versetzt, das Instrumentenbrett verbessert, die Tragfläche im inneren Bereich für eine geringere Landegeschwindigkeit modifiziert und vor allem das Bugrad verstärkt. Bei der Version 208C wurden auch auf 100 Liter vergrößerte Tanks eingebaut.
Bis Mitte 1966 wurden in Laupheim schon über 100 Bölkow 208 Junior hergestellt. Der damals moderate Preis (1962 28.000 DM, 1968 flugfertig knapp 37.000 DM) führte zu einer großen Verbreitung. 1969 wurde die Produktion in Laupheim und Ottobrunn nach 210 gebauten Einheiten (64 A/B, 126 C und 20 C-1) eingestellt.
Nachfolgemodell bei Bölkow wurde die Bölkow 209 Monsun.

## Militärische Nutzer
Biafra
- 5 Exemplare wurden von der Luftwaffe von Biafra während des Biafra-Kriegs eingesetzt

 Schweden
- 10 MFI-9B Mil-Trainer für die Schwedische Luftstreitkräfte

## Technische Daten
| Kenngröße             | Daten Bölkow 208C                                                                            |
| --------------------- | -------------------------------------------------------------------------------------------- |
| Typ                   | Ganzmetall-Schulterdecker                                                                    |
| Länge                 | 5,79 m                                                                                       |
| Spannweite            | 8,02 m                                                                                       |
| Höhe                  | 1,98 m                                                                                       |
| Leermasse             | 380 kg                                                                                       |
| max. Startmasse       | 630 kg                                                                                       |
| Triebwerke            | ein luftgekühlter 4-Zylinder-Boxermotor Rolls-Royce/Continental O-200-A mit 73,4 kW (100 PS) |
| Höchstgeschwindigkeit | 153 kn (ca. 280 km/h)                                                                        |
| Dienstgipfelhöhe      | 4300 m                                                                                       |
| Reichweite            | 1000 km                                                                                      |

## Bewaffnung
Zwei Außenlaststationen für:
- 2 × Abel-Startbehälter für je 7 × M75-Raketen (ungelenkte Rakete im Kaliber 75 mm)
- 2 × TBA 68-7-Startbehälter für je 7 × SNEB-Raketen (ungelenkte Rakete im Kaliber 68 mm)
- 2 × Behälter für je zwei 7,62 mm-Maschinengewehre